# Социодрама
Социодрама је метод терапије који се састоји у извођењу драмске радње при чему улоге „играју“ клијенти. Избор улога за појединце врши се према стварним проблемима које су они имали или их имају у тренутку извођења социодраме. Циљ драмске представе је да клијенти на посредан начин, кроз улоге које одиграју, лакше дођу до увида у своје сопствене проблеме.